# TV 2 Fyn
TV 2 Fyn (tidligere stiliseret TV 2/FYN) er en regional TV 2-station, der sender nyheder og aktualitetsprogrammer til hele det fynske område inklusive omkringliggende øer; dels gennem såkaldte 'vinduer' i TV 2/Danmarks flade, dels på den digitale kanal TV FYN, der blev etableret i 2012.

## Historie
Den første udsendelse blev sendt den 10. januar 1989 fra lokaler i Fyns Forsamlingshus i Odense. I begyndelsen sendte stationen primært længere indslag om livet på Fyn før. Der var vægt på sport, features, underholdning og oplysning. Nyhedsdækningen var sparsom, for man ville ikke være en mini-udgave af TV Avisen.
Dommen fra den skrevne presse var hård. TV 2 Fyn blev kaldt for gadekærs-tv, bonde-tv, Pærekøbing-tv og træsko-tv. Seerne på Lolland, hvor TV2 Øst endnu ikke var begyndt at sende, og hvor TV 2 Fyns udsendelser derfor blev vist, var heller ikke begejstrede.
Den 1. maj 1990 flyttede tv-stationen til et nybygget tv-hus i Svendborgs centrum, hvilket blandt andet skyldes et ønske om at distancere sig fra TV 2 Danmark på Kvægtorvet og TV 2 Fyn. Med flytningen sattes skub i et større fokus på nyheder, hvilket skaffede stationen flere seere.
Med øget nyhedsdækning opstod der behov for en mere central beliggenhed på Fyn for at kunne dække hele øen mere ligeligt. Bestyrelsen besluttede derfor i 1996 at flytte tilbage til Odense. I september 2000 flyttede tv-stationen ind i et nybygget tv-hus på Olfert Fischers Vej i den sydøstlige del af byen, hvor den har haft til huse siden.
I lighed med de øvrige TV 2-regioner udøver stationen sin programvirksomhed med udgangspunkt i en public service-kontrakt med Kulturministeriet.
TV 2 Fyn beskæftiger 75 ansatte, og omsatte i 2011 for 59 millioner kroner. Der blev i 2011 sendt i alt 927 timers programmer, hvoraf den daglige 19.30-nyhedsudsendelse er den mest sete. Omkring 20 procent af alle fynboer over 12 år ser udsendelsen.